# Otocryptis wiegmanni
Otocryptis wiegmanni är en ödleart som beskrevs av  Johann Georg Wagler 1830. Otocryptis wiegmanni ingår i släktet Otocryptis och familjen agamer. Inga underarter finns listade i Catalogue of Life.